# Karlo IV., španjolski kralj
Karlo IV. (Portici, Napulj, 11. studenog 1748. – Rim, 20. siječnja 1819.) bio je kralj Španjolske od 14. prosinca 1788. sve do abdikacije 19. ožujka 1808.

## Raniji život
Karlo IV. bio je drugi sin kralja Karla III. i Marije Amalije od Saske. Rođen je na Portici (Italija), jer je njegov otac bio i kralj Napulja i Obiju Sicilija. Njegov stariji brat Filip (don Felipe) izostavljen je iz nasljednog reda jer je bio mentalno zaostao. Karlo je nasljedio fizičku snagu po saskoj liniji svoje majke, unuke poljskog kralja Augusta II. Kao mlad bavio se hrvanjem. Smatran je nedovoljno intelektualno zrelim i pomalo lakovjernim. Njegovu su pak ženu Mariu Luisu od Parme, s druge strane, mnogi smatrali, uključujući i slikara Francisca Goyu, zlobnom i prijevarnom ženom koja je potpuo utjecala na kralja. Za vrijeme života njegovog oca bio je uvučen u dvorske spletke, prvenstveno zahvaljujući svojoj ženi, koje su dovele do smjene kraljevog najdražeg ministra, grofa od Floridablance, i postavljena Pedra Pabla Abarce od Bolea, grofa od Arande, šefa "Aragoneske" stranke.

## Dolazak na prijestolje
Poslije smrti svog oca Karla III.,  1788. godine, došao je na španjolsko prijestolje.  

## Vlada grofa Floridablance
Prve odluke Karla IV. pokazivale su njegove reformističke namjere. Imenovao je premijerom grofa Floridablancu, obrazovanog čovjeka koji je svojim mjerama uspio doprinijeti razvoju ekonomije. Karlo je uspio dati inicijativu za ukidanje saličkog prava (drevni zakon dinastiji Burbonaca, po kojem samo muški potomci mogu nasljeđivati prijestolje), kojeg je u Španjolsku uveo prvi Burbonac na njezinom prijestolju Filip V. Međutim, ta promjena nikad nije stupila na snagu, iako su ga Cortesi ratificirali 1789. godine.
Širenje Francuske Revolucije 1789. godine, doprinijelo je radikalnoj promjeni španjolske politike. Činilo se da je izolacija bila najbolji recept u izbjegavanju širenja revolucionarnih ideja iz susjedne Francuske. Floridablanca uspostavo je kontrolu na granicama te izvršio snažni diplomatski pritisak kako bi podupro Luj XVI. To je ujedno značio i kraj reformama koje je započeo Karlo III. Konzervativizam je jačao, kao i represija (prvenstveno u rukama inkvizicije), pa su zatvoreni te protjerani brojni intelektualci toga doba.

## Vlada grofa od Arande
1792. Floridablanca je zamijenjen grofom od Arande, prijateljem Voltairea i drugih francuskih revolucionara, kojem je kraj povjerio tešku ulogu spašavanja života Luja XVI., u trenutku kad je ovaj prihvatio prvi francuski ustav. 
Međutim, radikaliziranje francuske revolucije krajem 1792. i svrgavanjem Luja XVI. (biva zatvoren te je proglašena Republika), ubrzalo je pad grofa od Arande, što je omogućilo dolazak Manuela Godoya 15. studenog 1792.

## Prva vlada Manuela Godoya
Manuel Godoy, pripadnik tjelesne straže, ubrzano je napredovao na španjolskom dvoru zahvaljujući utjecajem na kraljicu Maríju Luisu. U svega nekoliko godina, od konjanika postao je vojvoda od Alcudia i Sueca, zapovjednik, te od 1792. univerzalni ministar Karla IV. s apsolutnom moći. 
Godoy je potpisao s Francuskom mir u Basilei 1795. Francuska Republika vratila je Španjolskom okupirana područja, u zamjenu za španjolsku koloniju Santo Domingo. U znak zahvalnosti dobio je titulu Príncipe de la Paz (Princ mira).
1796. godine završena je radikalna faza Revolucije, a Godoy je potpisao Ugovor iz San Idelfonso, čime se Španjolska pretvorila u francusku saveznicu. Ova promjena položaja iziskivao je sukob s Engleskom, glavnog protivnika Francuske Revolucije i tradiconalnog neprijatelja španjolske pomorskoj hegemoniji i konkurenta u trgovini s Amerikom. Španjolska flota doživjela je poraz kod rta San Vicente 1797., međutm Cádiz i Santa Cruz de Tenerife oduprli su se napadima admiraa Nelsona. U Americi su Englezi koupirali otok Trinidad. To je bio povod za smjenu Godoya u svibnju 1798.

## Privremene vlade
Francisco de Saavedra i Mariano Luis de Urquijo bli su na čelu vlade između 1798. i 1800. godine

## Kraj
Karlo je ostao Napoleonov zatvorenik sve do pada njegova režima 1814. godine. Međutim, nije se vratio na španjolsko prijestolje, jer je prijestolje preuzeo njegov sin Ferdinand VII. (tzv. Prva restauracija Burbonaca). Ferdinand je svoga oca zadržavao izvan zemlje zbog stalnog straha od njegovog mogućeg povratka na vlast. Karlo i njegova žena umrili su u egzilu.

## Brak i djeca
Karlo IV. sklopio je brak sa svojom rođakinjom Marijom Luisom od Parme, kćerkom Filipa, vojvode od Parme, 1765. godine. Imali su 14 djece, međutim samo ih je sedmero doživjelo starost: 
- Carlota Joaquina (25. travnja 1775. – 7. siječnja 1830.). Bila je udana za Ivana VI., kralja Portugala.
- María Amalia (9. siječnja 1779. – 27. srpnja 1798.). Bila je udana za svog ujaka Antonija, infanta Španjolske, sina Karla III.
- Maria Luisa, vojvotkinja od Lucce (6. srpnja 1782. – 13. ožujka 1824.). Bila je udana za Luisa od Borbón-Parme.
- Ferdinand VII., kralj Španjolske
- Carlos María Isidro (29. ožujka 1788. – 10. ožujka 1855.). Vojvoda od Monte Molina. Karlistički pretendent na španjolsko prijestolje.
- María Isabel (6. srpnja 1789. – 13. rujna 1848.). Udana za rođaka Francisca I. od Obiju Sicilija i kasnije Francisca grofa od Balza.
- Francisco Paula, vojvoda od Cádiza (10. ožujka 1794. – 13. kolovoza 1865.). Oženjen svojom nećakinjom, Luisa Carlota, kćerkom svoje sestre Marije Isabel i Francisca I. od Obiju Sicilija. Njihov najstariji sin oženio je Izabelu II.